# Študlov (kraj pardubicki)
Študlov – miejscowość i gmina (obec) w Czechach, w kraju pardubickim, w powiecie Svitavy. W 2022 roku liczyła 100 mieszkańców.